# Komura Jutarō
Komura Jutarō est un nom japonais traditionnel ; le nom de famille (ou le nom d'école), Komura, précède donc le prénom (ou le nom d'artiste).
Komura Jutarō, 1er marquis Komura (小村 壽太郎) (16 septembre 1855 - 25 novembre 1911) est un homme politique et diplomate japonais de l'ère Meiji.

## Biographie
Komura est né dans une famille samouraï de rang inférieur au service du domaine d'Obi dans la province de Hyūga à Kyūshū (actuelle préfecture de Miyazaki). Il étudie à la Daigaku Nankō (ancêtre de l'université impériale de Tokyo. En 1875, il est sélectionné par le ministère de l'Éducation pour aller étudier à l'étranger. Il entre donc à l'université Harvard où il partage sa chambre avec Kaneko Kentarō. Il sort diplômé de la faculté de droit de Harvard en 1878.
En 1880, Komura entre au ministère de la Justice, puis après une période comme juge de la cour suprême, il est transféré en 1884 au bureau des traductions du ministère des Affaires étrangères.
En 1893, Komura est chargé d'affaires dans la légation japonaise de Pékin en Chine. Il communique l'intention du Japon d'envoyer des troupes en Corée sous supervision du traité de Tianjin pour réprimer la rébellion paysanne du Donghak, ce qui sera le départ de la première guerre sino-japonaise. Durant ce conflit, Komura est nommé administrateur civil des territoires capturés par le Japon en Mandchourie. Il est également une figure importante des négociations mettant fin à la guerre avec la signature du traité de Shimonoseki.
Après l'assassinat de l'impératrice Myeongseong de Corée, Komura est envoyé remplacer Miura Gorō comme ambassadeur du Japon en Corée. Il négocie le traité Komura-Weber en mai 1886 avec son homologue russe Karl Ivanovitch Weber, permettant l'interférence commune dans les affaires internes coréennes par le Japon et la Russie.
Komura est vice-ministre des Affaires étrangères jusqu'en septembre 1898 quand il est nommé ambassadeur à Washington.
En septembre 1901, Komura devient ministre des Affaires étrangères dans le gouvernement de Katsura Tarō, et signe le protocole de paix Boxer au nom du Japon. Il reçoit le titre de baron (danshaku) en 1902 selon le système de noblesse kazoku et est décoré de l'ordre du Soleil levant (1re classe). Plus tard en 1902, il aide à conclure l'alliance anglo-japonaise. Sa période comme ministre des Affaires étrangères est marqué par l'augmentation des tensions entre le Japon et la Russie à propos de la Corée et de la Mandchourie, culminant avec la guerre russo-japonaise de 1904-1905.

Négociations lors du traité de Portsmouth en 1905 – de gauche à droite : les Russes du plus loin au plus près sont Korostovetz, Nabokov, Witte, Roman Rosen, Plancon; et les Japonais sont Acachi Mineichiro, Ochiai, Komura, Takahira Kogorō, et Aimaro Sato. La table de la photo est aujourd'hui exposée au musée Meiji mura au Japon.

La guerre se termine quand Komura signe au nom du gouvernement japonais le traité de Portsmouth, qui est très impopulaire au Japon et provoque l'émeute de Hibiya. Komura rencontre également Edward Henry Harriman, magnat du rail américain, pour lui proposer un financement partagé entre son conglomérat et le Japon pour le développement de la société des chemins de fer de Mandchourie du Sud. De retour au Japon, Komura rencontre l'opposition du genrō et l'accord n'est pas appliqué.
Komura rencontre aussi des représentants chinois pour signer le traité de Pékin en décembre 1905 qui transfère les anciens droits russes en Mandchourie du Sud au Japon.
Pour ses services rendus, Komura est décoré de l'ordre des fleurs de Paulownia en 1906, et est nommé membre du Conseil privé.
De juin 1906 à août 1908, Komura est ambassadeur au Royaume-Uni et est décoré de l'ordre du Bain par le roi Édouard VII et fait membre de l'ordre royal de Victoria. De retour à Tokyo, il reprend le poste de ministre des Affaires étrangères dans le second gouvernement de Katsura, signant l'accord Root-Takahira avec les États-Unis. Son titre de noblesse est élevé en comte (hakushaku) en 1907.
Komura joue un rôle clé dans le traité d'annexion de la Corée de 1910, et dans la conclusion de divers accords internationaux en 1911 pour restaurer l'autonomie tarifaire du Japon. Il est élevé au titre de marquis (shishaku) le 21 avril 1911.
Souffrant de la tuberculose dans ses dernières années, Komura s'installe dans la station balnéaire de Hayama dans la préfecture de Kanagawa. Il meurt cependant de sa maladie le 25 novembre 1911. Sa tombe se trouve au cimetière d'Aoyama à Tokyo.

## Dans la culture populaire
Selon Ryōtarō Shiba dans son roman semi-autobiographique Saka no Ue no Kumo (en), Komura a hérité des dettes importantes de son père qui avait des difficultés financières. En conséquence, il porte la même redingote effilochée pendant des années, qu'importe la saison ou l'occasion. Cette anecdote, en plus de sa petite taille et de sa grande moustache, le fait surnommer le « ministre rat » dans les milieux diplomatique au début de sa carrière. Dans l'adaptation du roman en Taiga drama, le rôle de Komura est joué par l'acteur Naoto Takenaka.

## Distinctions
- Baron - 7 février 1902
- Grand Cordon de l'ordre du Soleil levant - 27 février 1905[8]
- Chevalier commandeur de l'ordre de Saint-Michel et Saint-Georges (GCMG) - 8 juillet 1905
- Grand Cordon de l'ordre des fleurs de Paulownia - 1er avril 1906
- Comte - 21 septembre 1907
- Chevalier commandeur de l'ordre du Bain (GCB) - 1907.
- Chevalier commandeur de l'ordre royal de Victoria - 7 mai 1907[9].
- Marquis - 21 April 1911
- Second degré dans l'ordre officiel du précédent - 26 novembre 1911 (à titre posthume)

Un centre international mémoriel Komura a été construit à Nichinan (Miyazaki), sur son ancien domaine familial d’Obi, en l’honneur de Komura Jutarō et de ses actions de développement des relations internationales du Japon. Ce centre est présenté sur le site du ministère des territoires, infrastructures, transports et tourisme (MLIT) pour l’ile de Kyūshū.